# Ophrida
Ophrida is een geslacht van kevers uit de familie bladkevers (Chrysomelidae).
De wetenschappelijke naam van het geslacht werd in 1875 gepubliceerd door Félicien Chapuis.

## Soorten
- Ophrida borneensis Medvedev, 2000
- Ophrida kuning Mohamedsaid & Barroga, 2000
- Ophrida obscuricollis Medvedev, 1996
- Ophrida parva Chen & Wang, 1980
- Ophrida tarsalis Medvedev, 2000